# Linnasaari (ö i Padasjoki, Virmaila)
Linnasaari är en ö i Finland. Den ligger i sjön Päijänne och i kommunen Padasjoki i den ekonomiska regionen  Lahtis  och landskapet Päijänne-Tavastland, i den södra delen av landet, 140 km norr om huvudstaden Helsingfors. Öns area är 79,3 hektar och dess största längd är 1,7 kilometer i öst-västlig riktning.  Öns största längd är 1,7 kilometer i öst-västlig riktning. Det finns en fornborg på ön.